# De Bollen

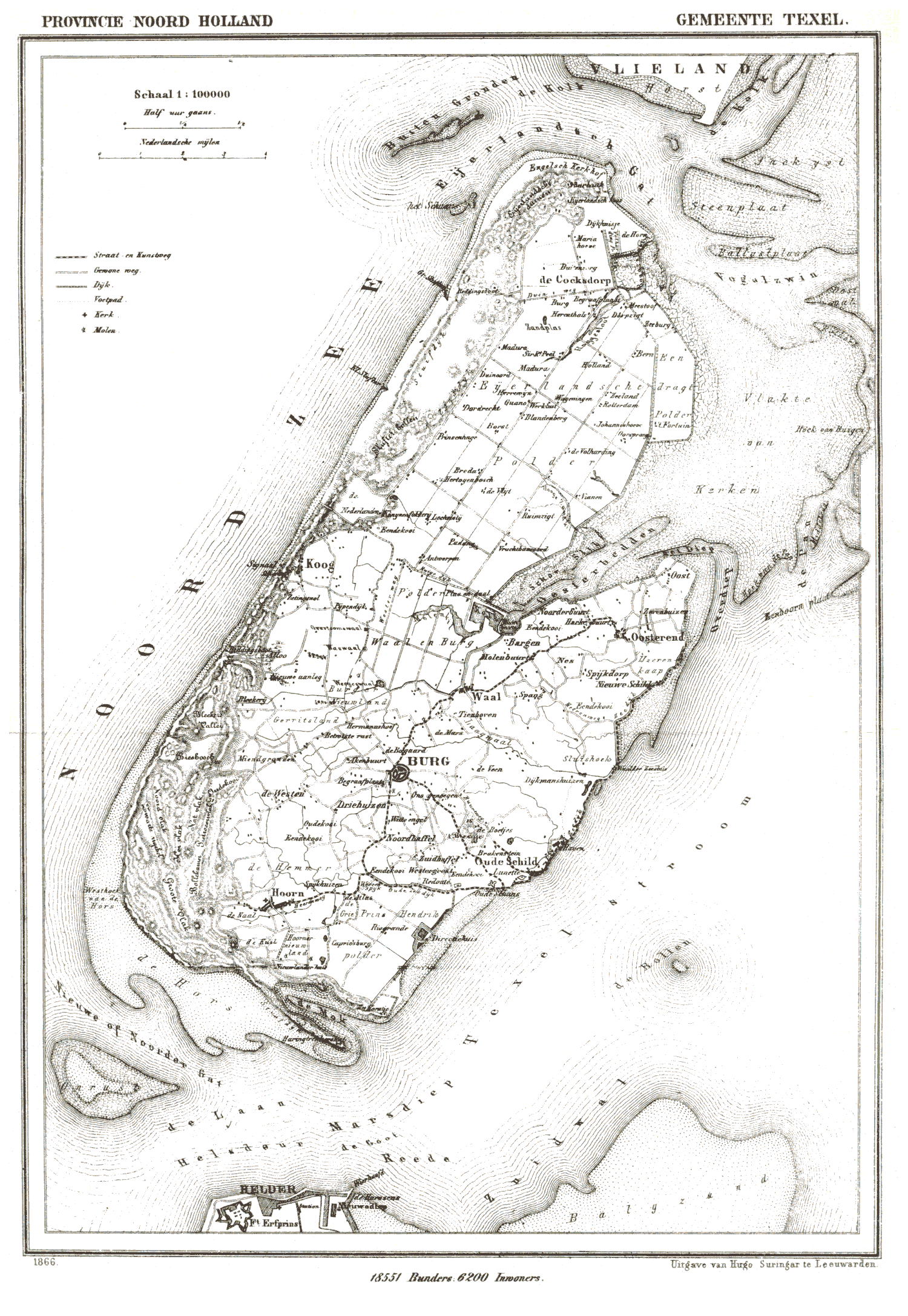
Texel rond 1866, rechtsonder Texel is De Bollen te zien (bron:)

De Bollen is een kleine droogvallende zandplaat in de Waddenzee die ten zuidoosten van het waddeneiland Texel op grondgebied van de gemeente Hollands Kroon ligt.
De plaat is in de loop der tijd steeds lager geworden; tegenwoordig staat er tijdens hoogwater een meter water bovenop. Zeehonden zijn de dagelijkse gebruikers van de zandplaat. Hierdoor is de zandplaat ook redelijk bekend bij toeristen. Ten oosten van het droogvallende deel loopt een betonde vaargeul genaamd "Vaarwater Over De Bollen".